# Yumeji Takehisa
Yumeji Takehisa (japonès: 竹久 夢二, Takehisa Yumeji; 16 de setembre de 1884 – 1 de setembre de 1934) va ser un poeta i pintor japonès. És conegut sobretot per les seves il·lustracions Nihonga de bijin, dones i noies boniques, tot i que va fer una àmplia varietat de treballs com portades, il·lustracions de diaris, furoshiki, postals i paper washi amb patrons.

## Biografia
Va néixer a Oku, localitat que va ser fusionada a la ciutat de Setouchi en aquell moment, a la prefectura d'Okayama. La seva casa d'infantesa s’ha conservat i actualment és visitable. Després de diversos esforços per anar a Tòquio, durant els quals va fer feines bastant estranyes, finalment es va inscriure a l'Institut Waseda Jitsugyō, una escola preparatòria per a la Universitat de Waseda, el setembre de 1902.
La carrera de Takehisa fent il·lustracions va començar el juny de 1905 després de guanyar un concurs de la revista Chugakusekai, propietat de Hakubunkan, una de les principals editorials japoneses. Va ser en aquest moment quan va adoptar el nom de Yumeji. Després de guanyar el concurs, va començar a col·laborar regularment a Hakubunkan. Les lluites que va viure a Tòquio el van apropar a les idees socialistes i alguns dels seus primers treballs van aparèixer a la revista socialista i anti-guerra Heimin Shinbun. Després de l'incident d'Alta Traïció, un complot anarcosocialista per assassinar l'emperador Meiji el 1910, moltes de les persones amb qui treballava a l'Heimin Shinbun van ser arrestades i executades. Takehisa va ser arrestat i interrogat durant dos dies, però finalment va ser alliberat. Va abandonar el seu suport directe als moviments socialistes, però va mantenir un fort sentiment de simpatia per les lluites de la classe baixa al llarg de la seva vida.
El 1907 es va casar amb Tamaki Kishi, directora d'una botiga de postals de Tòquio, la qual es va convertir en tema de moltes de les seves pintures. Aquesta botiga va servir com a outlet de les obres de Takehisa. Van tenir tres fills, però es van divorciar el 1909 després de dificultats en el matrimoni. Després del seu divorci, el dos va obrir una botiga l'any 1914 que venia diversos productes amb el dissenys de Takehisa. Poc després va conèixer la seva següent amant, Hikono Kasai. Takehisa va abandonar Tòquio i va marxar a Kyoto el 1916, i l'any següent el seguí Kasai. Van tornar a Tòquio el novembre de 1918. Kasai va emmalaltir el 1919 i va morir el 1920, però Takehisa havia conegut abans Oyo, que esdevindria la seva nova model.

### Darrers anys
El terratrèmol del Gran Kantō de 1923 va ser un esdeveniment fonamental en la carrera de Takehisa. Va documentar la devastació del desastre en una sèrie d'il·lustracions; no obstant això, el terratrèmol va arruïnar el seu negoci i va ser un revés que no es va recuperar durant diversos anys.
Takehisa i Oyo es van instal·lar junts a una residència fora de Tòquio el 1924; no obstant això, Oyo va trencar amb la relació l'any següent. Takehisa va deixar el Japó per viatjar als Estats Units el 7 de maig de 1931 durant el declivi de la democràcia Taisho i l'ascens del govern militarista. La seva intenció als Estats Units i més tard a Europa era obtenir una comprensió més àmplia de les tendències artístiques occidentals per tal de crear un institut d'art al Japó, un objectiu que mai no va assolir. Va viatjar per tot Europa el 1933. A Berlín va fer conferències dues vegades a la setmana a l'escola d'art de l'expressionista de la Bauhaus Johannes Itten.
Takehisa va tornar al Japó el 1933, pertorbat per l'ascens del nazisme que va considerar que compartia les característiques dels militaristes que va deixar al Japó. Pocs mesos després d'haver estat ingressat en un sanatori a la prefectura de Nagano, Takehisa va morir l'1 de setembre de 1934 a l'edat de 49 anys. Està enterrat al cementiri de Zōshigaya, a la zona d'Ikebukuro.

## Obra
En l'etapa inicial de la seva vida, la intenció era convertir-se en poeta. Un poema del 1918 titulat Yoimachigusa va tenir molt d'èxit al Japó. Aleshores ja s'havia endinsat en les arts visuals per les quals seria conegut, començant per les il·lustracions publicades a les revistes el 1905. La seva primera exposició de pintures de Nihonga es va mostrar a la Biblioteca de Kyoto el 1912.
Les representacions de Takehisa de personatges femenins amb ulls grans van tenir una influència significativa en el gènere incipient del manga shōjo, evident en el treball d'artistes influents del manga com el creador de La Rosa de Versalles Riyoko Ikeda. També va influir molt en Koshiro Onchi, el pare del moviment sōsaku-hanga.
Durant la seva conferència a l'escola d'art Bauhaus, Takehisa va seleccionar 10 estudiants per a un curs de pintura japonesa, per al qual va escriure El concepte de pintura japonesa, una guia manuscrita dels diversos estils de pintura de rentat de tinta que es va traduir a l'alemany. La guia expressava la importància de les línies en l'art japonès en lloc dels plans i la filosofia que les línies són representatives de la naturalesa lineal del pensament interior.

### Galeria

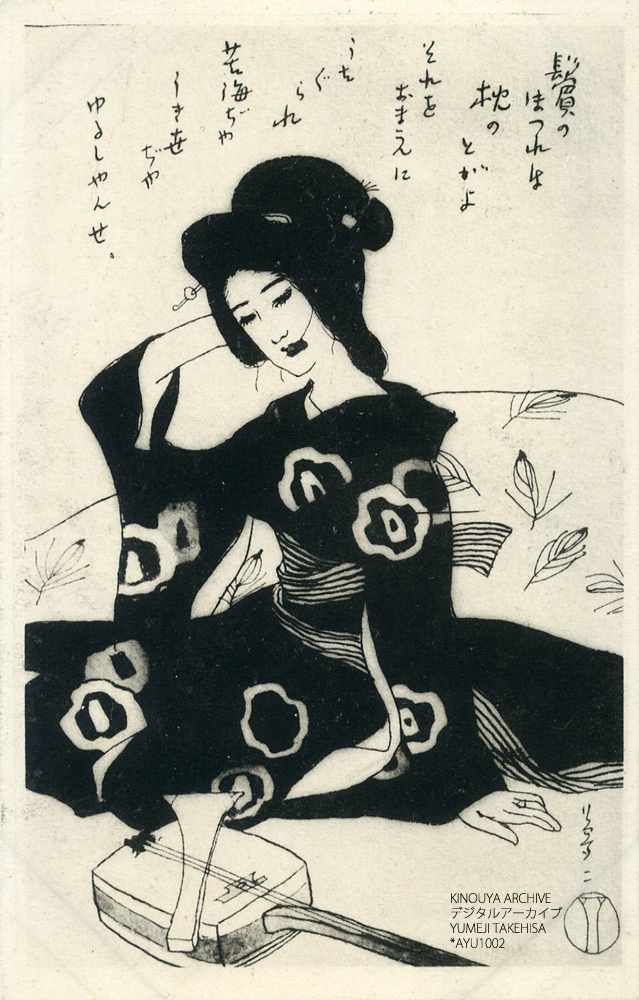
Postal (1912)
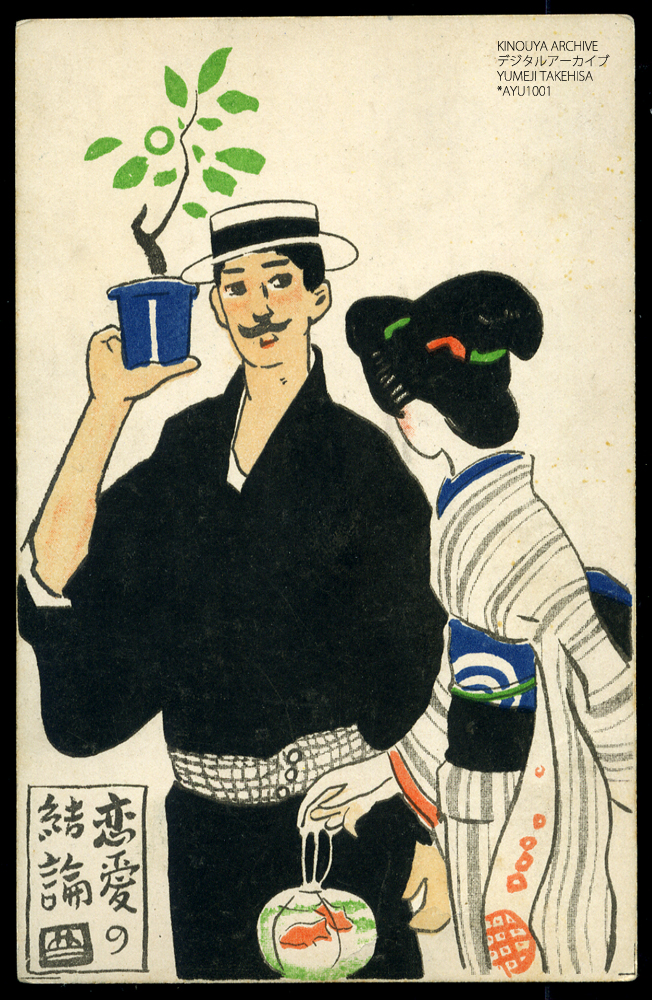
Postal (1910)
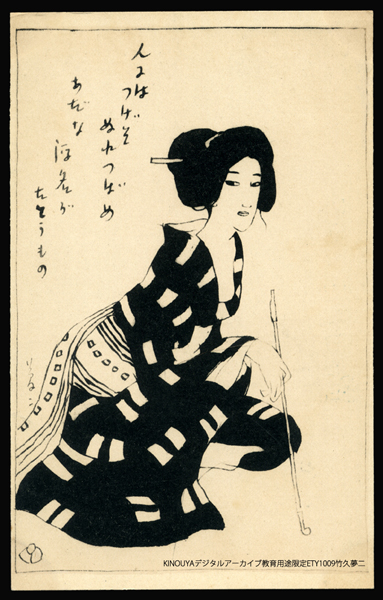
Postal (1913)
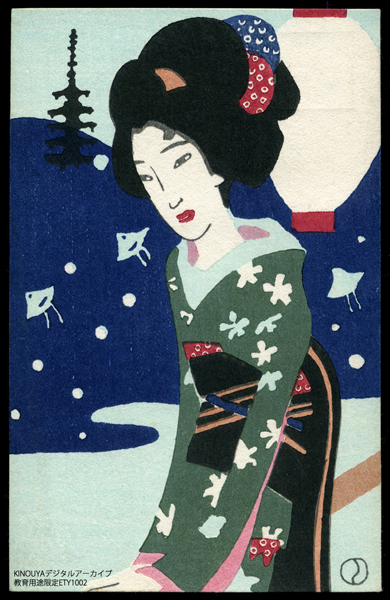
Postal (anys 30)
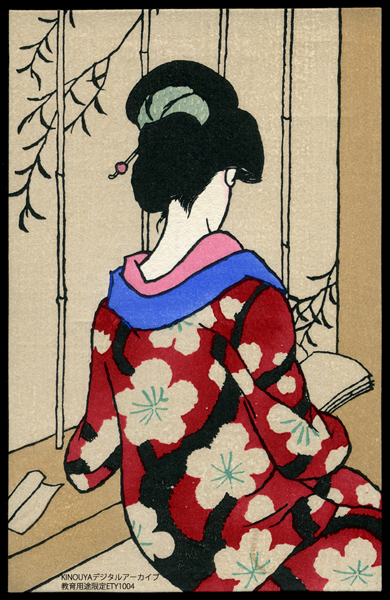
Postal (anys 30)